# Antyle Holenderskie na Letnich Igrzyskach Olimpijskich 2000
Antyle Holenderskie na Letnich Igrzyskach Olimpijskich 2000 reprezentowało 7 zawodników, 6 mężczyzn i 1 kobieta.

## Jeździectwo
Mężczyźni
- Eddy Stibbe

WKKW indywidualnie - 13. miejsce

## Lekkoatletyka
Mężczyźni
- Caimin Douglas

Bieg na 100 m - odpadł w pierwszej rundzie
Kobiety
- Florencia Hunt

Bieg na 800 m - odpadła w pierwszej  rundzie

## Pływanie
Mężczyźni
- Howard Hinds

50 m stylem dowolnym - 52. miejsce
100 m stylem dowolnym - 51. miejsce

## Strzelectwo
Mężczyźni
- Michel Daou

Trap - 22. miejsce

## Triathlon
Mężczyźni
- Roland Melis

Indywidualnie - 45. miejsce

## Żeglarstwo
Mężczyźni
- Cor van Aanholt

Klasa Laser - 36. miejsce